# Mecha (ciencia ficción)
Un mecha, meka (del japonés メカ, meka, abreviación de メカニック, mecánico) o meca en ciencia ficción, es un vehículo mecanizado, usual pero no exclusivamente de gran tamaño, controlado por uno o más pilotos. Este posee partes móviles tales como brazos o piernas, y varía en su uso dependiendo de la obra de ficción a la que pertenezca. La diferencia principal entre un mecha y un robot consiste en que el mecha es controlado por un piloto, mientras que un robot se mueve por cuenta propia.
A su vez, mecha también se refiere a un subgénero de la ciencia ficción, definido por la presencia de dichos robots. Algunas obras notorias de este subgénero incluyen a Mazinger Z (1972), Gundam (1979), Robotech (1985) y Neon Genesis Evangelion (1995).

## Historia
Su origen se encuentra en las series de animación de los años 1970 y 1980, en el género animado japonés, los cuales vienen a simbolizar el culmen de los avances tecnológicos en la robótica, aunque su popularidad se evidenció más en los años 1980.
Ya hoy en día se ven robots como una forma de retirar a los seres humanos de ciertas tareas peligrosas para ellos, tales como la remoción de desechos tóxicos, pero la realizan desde una cabina protegida o un cuarto de control, donde no tienen contacto con el material. Sin embargo, su ámbito se podría expandir, dados los grandes avances en micromotores, computación y en lo militar, gracias a su aplicación reciente como cargadores y otros.

## Tipos demechas

### Mechaoriginal

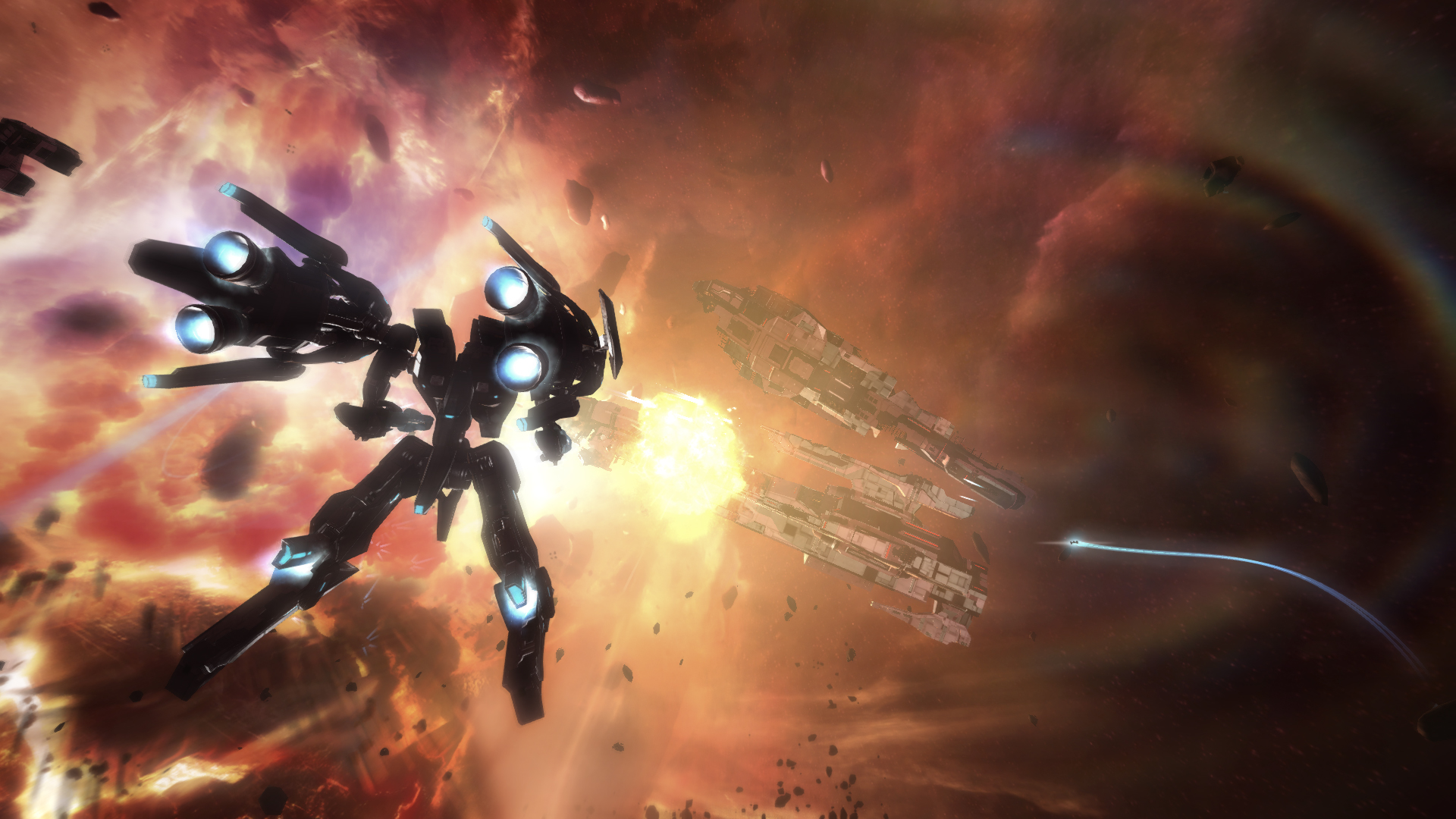
Mecha en el juego Strike Suit Zero.

En los primeros animes, el mecha es un tipo de robot o vehículo mecanizado que debe ser tripulado por un piloto humano para su activación, y que cuenta con una serie de características distintivas, como armas o poderes especiales e incluso la fusionabilidad, incrementando así sus capacidades.

### Mechabiológico
Estos mechas son más propios de los años 1990, y se reconoce como a su primer ejemplo el EVA que aparece en la serie Neon Genesis Evangelion, ya que dichos mechas son en realidad seres biológicos. Los comandos son dados mediante la interconexión nerviosa, y en algunos casos espiritual; entre el sistema nervioso del mecha con los nervios de la base del cerebro del piloto, hecho esto gracias a los dispositivos interconectados a las computadoras y provenientes de los trajes y/o accesorios de los mismos puestos en los pilotos.
Cada mecha biológico tiene diferentes capacidades, e incluso orígenes de muy dudosa aceptación. Una de sus características es la aparición de ciertos rasgos humanos (sangrado, fracturas, diferentes heridas, entre otros) propios de los seres vivos, e inclusive comportamientos meramente propios de seres vivos (como comer).

## El mecha como género y sus subgéneros

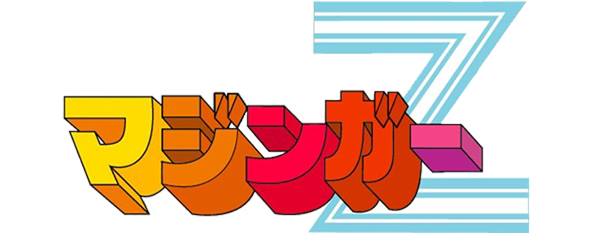
Logos del anime y manga Mazinger Z de Gō Nagai.

El mecha es un género de obras de ficción, que es un subgénero de la ciencia ficción, donde utilizan estas máquinas mecha como parte de su trama y dependiendo de los elementos de su trama puede clasificarse a su vez en varios subgéneros, existiendo dos principales: súper robot, donde el robot cumple la función de superhéroe o justiciero (por ejemplo, Mazinger Z) y real robot, donde el robot cumple la función de arma de guerra (por ejemplo, Mobile Suit Gundam).

## Aparición del géneromechaomekaen los géneros televisivos

### Animes
Las series de  anime más representativas del género son definitivamente el anime Mazinger Z de 1972 y Robotech, de 1985. Entre algunos animes de mechas de gran renombre se encuentran:
- 86: Eighty-Six
- Arbegas
- Bokurano
- Brain Powerd
- Burst Angel
- Code Geass
- Cross Ange: Tenshi to Ryū no Rondo
- Darling in the Franxx
- Escaflowne
- Eureka 7
- Full Metal Panic!
- Gridman Universe
- Kannazuki no Miko
- Knight's & Magic
- Kyōkai Senki
- Macross
- Magic Knight Rayearth
- Martian Successor Nadesico
- Mazinger Z
- Mechagodzilla
- Mobile Suit Gundam
- Muv-Luv
- Muv-Luv Alternative
- Neon Genesis Evangelion
- Ore wa Seikan Kokka no Akutoku Ryōshu!
- Rebuild of Evangelion
- Revisions
- Robotech
- Sakugan
- Sōkyū no Fafner
- Tengen Toppa Gurren-Lagann
- Video Senshi Laserion
- Voltron
- Yatterman
- Zoids

### Tokusatsu
En el caso de los  tokusatsu, o películas o series con acciones reales con marcada existencia de efectos especiales,  la presencia de mechas es la característica definitoria de series como Super Sentai en la cual los héroes se enfrentan a monstruos gigantes a bordo de mechas también gigantes que suelen transformarse o combinarse para formar otros mechas humanoides pilotados por el escuadrón de la serie en conjunto. En algunas temporadas estos mechas son meras máquinas robóticas al uso, mientras que en otras tienen vida propia y trabajan en simbiosis con sus tripulantes. También cuenta en este caso el coloso Mechagodzilla, un kaiju creado en 1974 para la película Godzilla vs. Mechagodzilla.

### Libros

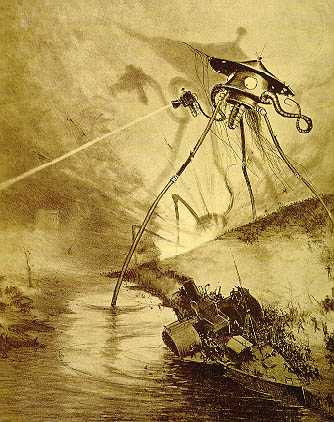
Los trípodes de La guerra de los mundos.

La obra La guerra de los mundos de H. G. Wells muestra a mechas trípodes. El libro Tropas del espacio muestra a soldados de la infantería móvil usando exoesqueletos.
En España, se han publicado obras como la antología "Sueños de acero fundido" de Editorial Palabras de Agua, en 2015.
La novela "EPB: Primera Sangre", del autor Axel A. Giaroli,  editada por Wave Books, en 2018.
Las novelas ''Llévame a los cielos de Aradia'' (2022) y su continuación: ''La Guerra del Silencio'' (2023), del autor Adrián Hyde, por la Editorial Valhalla Ediciones.
"MECHA-CRÓNICAS: Relatos de Mechas y otros Titanes de metal" por la Editorial Apache Libros, en 2022.

### Películas
En la saga Star Wars el ejército imperial cuenta con varios tipos de mechas, como el AT-AT o el AT-ST. En la película El retorno del Jedi, el personaje Chewacca, toma uno de estos y junto a los ewoks, hostiga la guarnición imperial en el planeta Endor.
En la película Avatar, del 2009,  el ejército de humanos de la Tierra utiliza mechas para combatir a los na'vis, los habitantes que intentan proteger el Árbol Madre, uno de estos robots mecha es comandado por el coronel Miles Quaritch.
En la película Aliens,  de 1986, también se ve cómo la oficial Ripley se sirve de un mecha para pelear contra la reina Alien.
La película Pacific Rim, del 2013,  aborda el tema de los mechas —llamados jaegers, del alemán que significa cazadores— usados para luchar contra monstruos gigantes (Kaiju) provenientes de grietas dimensionales en el Océano Pacífico.[cita requerida]
En la película The Matrix Revolutions, de 2003, los humanos se defienden de los centinelas manejando precisamente mechas.
En las películas de Godzilla aparece Mechagodzilla desde 1974 como antagonista y archienemigo de Godzilla. En la película Godzilla vs. Kong reaparece como antagonista.
La película Atlas de 2024, protagonizada por Jennifer Lopez del director Brad Peyton.
La saga de películas animadas del Spider-Verse: Spider-Man: un nuevo universo y Spider-Man: Across the Spider-Verse, en el personaje de Peni Parker y su robot SP//dr,  personaje creado para el cómic por Gerard Way con fuerte influencia en el manga y el anime.

### Videojuegos
Los mechas son temas muy populares en los videojuegos desde la década de 1980, particularmente en juegos de acción. Es a partir de Battletech que el término mech (una contracción de battlemech) se popularizó, pero mech no debe ser confundido con el término más general de meka proveniente del japonés y popularizado por las traducciones al inglés de los mangas como mecha. Algunos juegos de mechas son:
- Airmech arena
- Armored Core
- Apex Legends Con su introducción de Skins Mecha en el evento "Mecha Strike Go!"
- BattleTech
- Battle Clash, Secuela en Metal Combat - Falcon's Revenge
- Enslaved: Odyssey to the West
- Final Fantasy VI, en el que se utilizan las Armaduras Magitek, similares a los mechas
- Front Mission
- Hawken
- League of Legends El personaje Rumble maneja un mecha, además de que hay una línea de skins llamada "Reinos Mecha" con los personajes Garen (con una edición prestigiosa), Draven, Sett, Jax y Leona.
- Lost Planet: Extreme Condition
- Lost Planet 2
- Lost Planet 3
- Mecha Break
- Mecha-Bandicoot en Crash Twinsanity
- Mecha-Naruto en Naruto Shippūden: Ultimate Ninja Storm Revolution
- Mechwarrior
- Metal Gear Solid
- Metal Warriors
- Metroid Prime: Federation Force
- Omega Boost
- Overwatch, aparece bajo el nombre de MEKA (unidad de la Mobile Exoforce of the Korean Army)
- Robotech: The Macross Saga
- Rocket Knight Adventures
- Shogo: Mobile Armor Division
- StarCraft, en esta saga hay unidades mechas de distinto tamaño y poder, llamados por nombres mitológicos, Goliat, Thor y Odín.
- Titan en Titanfall
- The Legend of Zelda: Breath of the Wild, donde aparecen mechas biológicos bajo el nombre de Bestias Divinas, construidos por medio de la tecnología ancestral de la tribu Sheikah.
- War Robots, videojuego de la compañía PIXONIC, en el cual piloteas robots gigantes para destruir al equipo enemigo. Cabe aclarar que a pesar de que el juego es gratuito, este juego tiene la infame modalidad de “pay to win”, hacer transacciones monetarias en el juego, te darán injustas ventajas, a pesar de esto, podrás jugar gratis y divertirte.
- Xenoblade Chronicles X, en el que los mechas son llamados skells.
- Xenogears, en el que los mechas son llamados gears.
- Zone of the Enders
- Brawl stars, lanzando skins mecha de Bo y Crow.